# دت این د افترنون ( کوکتل)
دت این د افترنون (Death in the Afternoon) یک کوکتل کلاسیک و مرموز است که به ارنست همینگوی، نویسنده مشهور آمریکایی، نسبت داده می‌شود. همینگوی این کوکتل را در کتابی به همین نام معرفی کرده است. این نوشیدنی با ترکیبی از آبسنث و شامپاین تهیه می‌شود و طعم گیاهی و پیچیده آبسنث را با تازگی و شفافیت شامپاین همراه می‌کند

## مواد لازم
•	۳۰ میلی‌لیتر آبسنث
•	۱۲۰-۹۰ میلی‌لیتر شامپاین سرد
دستور تهیه
1.	آبسنث را در یک گیلاس شامپاین سرد بریزید.
2.	به آرامی شامپاین را به آن اضافه کنید تا نوشیدنی به تدریج حالت ابری و کدر به خود بگیرد.
3.	در صورت تمایل، می‌توانید میزان شامپاین را با توجه به طعم دلخواهتان تغییر دهید.

## طعم و ویژگی‌ها
Death in the Afternoon طعمی خاص و غیرمعمول دارد که با ترکیب گیاهی و تلخی ملایم آبسنث و گاز و تازگی شامپاین، تجربه‌ای منحصر به فرد را ارائه می‌دهد. طعم این کوکتل قوی و پیچیده است و بافت حباب‌دار شامپاین آن را به نوشیدنی‌ای شیک و در عین حال تند و هیجان‌انگیز تبدیل می‌کند.

## نکته
به دلیل الکل بالا و قدرت طعمی این نوشیدنی، بهتر است با احتیاط مصرف شود و برای کسانی که به دنبال تجربه‌ای جسورانه هستند، انتخاب مناسبی است.